# Dubrava kliniska sjukhus
Dubrava kliniska sjukhus (kroatiska: Klinička bolnica Dubrava) är ett universitetssjukhus i Zagreb i Kroatien. Universitetssjukhus är ett av de modernaste i landet och där bedrivs bland annat utbildning för studenter vid den medicinska, odontologiska, farmaceutiska och biokemiska fakulteten vid Zagrebs universitet. Sjukhuset har 750 vårdplatser.

## Byggnaden
Sjukhusbyggnaden är 80 470 m2 stor och ligger i nord-sydlig riktning i Svetošimunska-dalen på gränsen mellan Maksimirparken och stadsdelen Dubrava. Den har sju våningar varav de fyra övre används av olika sjukhusavdelningar.

### Fotnoter
1. 1 2 3  Universitetssjukhusets officiella webbplats Arkiverad 9 juli 2014 hämtat från the Wayback Machine. (kroatiska)